# 사도와라정
사도와라정(佐土原町)은 2005년 12월 31일까지 미야자키현의 중앙부에 위치했던 미야자키군의 정이다. 
2006년 1월 1일, 미야자키시에 편입되어 소멸하였다.

## 역사
- 1889년 5월 1일 - 정촌제 시행에 수반해 사와도라촌, 히로세촌, 나카가와촌이 성립하였다.
- 1951년 4월 1일 - 히로세촌이 정으로 승격해 히로세정이 되었다.
- 1955년 4월 1일 - 사도와라정, 나카가와촌이 합병해 사도와라정을 신설하였다.
- 1958년 4월 1일 - 사도와라정, 히로세촌촌이 합병해 사도와라정을 신설하였다.
- 2006년 1월 1일 - 다노정, 다카오카정과 함께 미야자키시에 편입되었다.

## 교통

### 공항
- 미야자키 공항

### 철도
- 규슈 여객철도
  - 닛포 본선

### 도로
- 미야자키 자동차도
- 국도 제10호선
- 국도 제219호선